# قنفذ حبشي
قنفذ حبشي أو القنفذ الصحراوي (الاسم العلمي: Paraechinus aethiopicus) هو نوع من الثدييات من فصيلة القنفذيات. يعيش في شمال إفريقيا ووشرقها وفي الشرق الأوسط، وتحديدًا في الجزائر، وتشاد، وجيبوتي، ومصر، وإرتريا، والعراق، وفلسطين، والأردن، والكويت، وليبيا، ومالي، وموريتانيا، والمغرب، ونيجر، وسلطنة عمان، والسعودية، والصومال، والسودان، وسوريا، وتونس، والإمارات العربية المتحدة، واليمن وإثيوبيا.
يتراوح طوله من 5.5 اٍلى 11 اٍنش ومعدل وزنه من 10 اٍلى 18 أونصة